# Кристина Лили
Кристина Лилей (на испански: Kristina Lilley) е колумбийска актриса станала известна с участията си в различни теленовели.

## Биография
Родена е на 31 август 1963 г. в Ню Йорк, САЩ. Нейният баща е американец, а майка и норвежка. Нейното семейство се премества в Колумбия, когато тя е била на три години, но тя се идентифицира като колумбийка. Учила е биология в Папския университет в Колумбия преди да стане актриса. Владее много добре английски и испански език.
С течение на времето тя се превръща в много добра актриса като успява да влезе в образ в различни по своя вид роли. В България е позната най-вече с ролята си на Габриела Елисондо в „Трима братя, три сестри“ и на Рехина Солер в „Жената в огледалото“. В колумбийския сериал „Имението“ изиграва ролята на лошата Еделмира Гереро, която с всякакви средства е готова да постигне своето благосъстояние и да се ожени за доведения си син в когото е влюбена.

## Филмография
- 2011: Измамница (La Traicionera) – Ани де Санинт
- 2010: Чепе Фортуна (Chepe Fortuna) – Малвина Сампер
- 2009: Предпоследна целувка (El penúltimo beso) – Виктория Сантамария де Фернандес
- 2007: Сладка тайна (Dame chocolate) – Грейс Ремингтон
- 2005: Съдбовни решения (Decisiones)
- 2005: Имението (La tormenta) – Еделмира Гереро
- 2004: Жената в огледалото (La mujer en el espejo) – Рехина Солер
- 2003: Трима братя, три сестри (Pasion de gavilanes) – Габриела Елисондо
- 1998: Бог да те възнагради (Dios se lo pague) – Офелия Ричардсън
- 1996: Другата половина на Слънцето (La otra mitad del Sol) – Соледад
- 1993: Госпожа Исабел (Señora Isabel)
- 1992: Тайни страсти (Pasiones secretas) – Делфина Фонсека де Естевес
- 1991: Вълча кръв (Sangre de lobos)
- 1991: Къщата с двете палми (La casa de las dos palmas) – Матилде Ерерос
- 1989: Захар (Azúcar) – Алехандра Вайесия